# 앤절라 강
앤절라 강(Angela Kang, 강효신, 1976년 3월 23일 ~ )은 한국계 미국인 작가, 프로듀서이다. 드라마 《워킹 데드》의 쇼러너로 유명하다.